# Veli Saarinen
Veli Selim Saarinen (Virolahti, 16 settembre 1902 – Helsinki, 12 ottobre 1969) è stato un fondista, dirigente sportivo e allenatore di sci nordico finlandese.

## Biografia

### Carriera sciistica
Originario di Martinsaari di Virolahti (località annessa all'Unione Sovietica dopo la Seconda guerra mondiale), debuttò in campo internazionale ai Mondiali del 1926, dove vinse il bronzo nella 30 km e fu nono nella 50 km; nello stesso anno vinse anche la 30 km di Stoccolma, mentre in quello successivo s'impose nella 30 km di Lahti.
Ai II Giochi olimpici invernali di Sankt Moritz 1928 gareggiò nella 18 km, chiudendo quarto; ai Mondiali del 1929 fu oro nella 18 km e argento nella 50 km. Campione finlandese 1930 nella 50 km, sulla stessa distanza ai Mondiali di quell'anno fu soltanto sesto (quinto nella 18 km). Nel 1931 bissò il titolo nazionale e i vinse anche la 50 km di Lahti, successo replicato nel 1933.
Ai III Giochi olimpici invernali di Lake Placid 1932 vinse la medaglia d'oro nella 50 km con il tempo di 4:28:00,0, con venti secondi di distacco sul secondo classificato, il connazionale Väinö Liikkanen. Nella stessa manifestazione si aggiudicò anche la medaglia di bronzo nella 18 km con il tempo di 1:25:24,0, davanti a lui gli svedesi Sven Utterström e Axel Wikström. Saarinen fu il primo campione nello sci di fondo per la Finlandia ai Giochi olimpici. In seguito partecipò ad altre due edizioni dei Mondiali, vincendo ancora tre medaglie; l'ultima, nel 1934, fu l'oro con la staffetta composta anche da Sulo Nurmela, Klaes Karppinen e Martti Lappalainen. Si ritirò al termine di quella stessa rassegna iridata.

### Carriera da allenatore
Immediatamente dopo il ritiro e fino al 1936 Saarinen allenò la nazionale olimpica di fondo della Germania; dal 1937 al 1968 fu invece capo allenatore della nazionale finlandese, che guidò a numerosi successi.

### Carriera dirigenziale
Accanto all'attività da allenatore, Saarinen fu anche un prominente membro della Federazione sciistica della Finlandia, presso la quale ricoprì l'incarico di direttore dal 1947 al 1968.

## Palmarès

### Olimpiadi
- 2 medaglie, valide anche ai fini iridati:
  - 1 oro (50 km a Lake Placid 1932)
  - 1 bronzo (18 km a Lake Placid 1932)

### Mondiali
- 6 medaglie, oltre a quelle conquistate in sede olimpica e valide anche ai fini iridati:
  - 3 ori (18 km a Zakopane 1929; 50 km a Innsbruck 1933; staffetta a Sollefteå 1934)
  - 2 argenti (50 km a Zakopane 1929; 18 km a Sollefteå 1934)
  - 1 bronzo (30 km a Lahti 1926)

### Campionati finlandesi
- 2 ori (50 km nel 1930; 50 km nel 1931)